# Nielassaari
Nielassaari är en ö i Finland. Den ligger i sjön Pyhäjärvi och i kommunen Kouvola i den ekonomiska regionen  Kouvola ekonomiska region  och landskapet Kymmenedalen, i den södra delen av landet, 130 km nordost om huvudstaden Helsingfors. Öns area är 11,2 hektar och dess största längd är 0,6 kilometer i öst-västlig riktning.